# Parabyrsopolis chihuahuae
Parabyrsopolis chihuahuae là một loài bọ cánh cứng trong họ Scarabaeidae.

## Hình ảnh

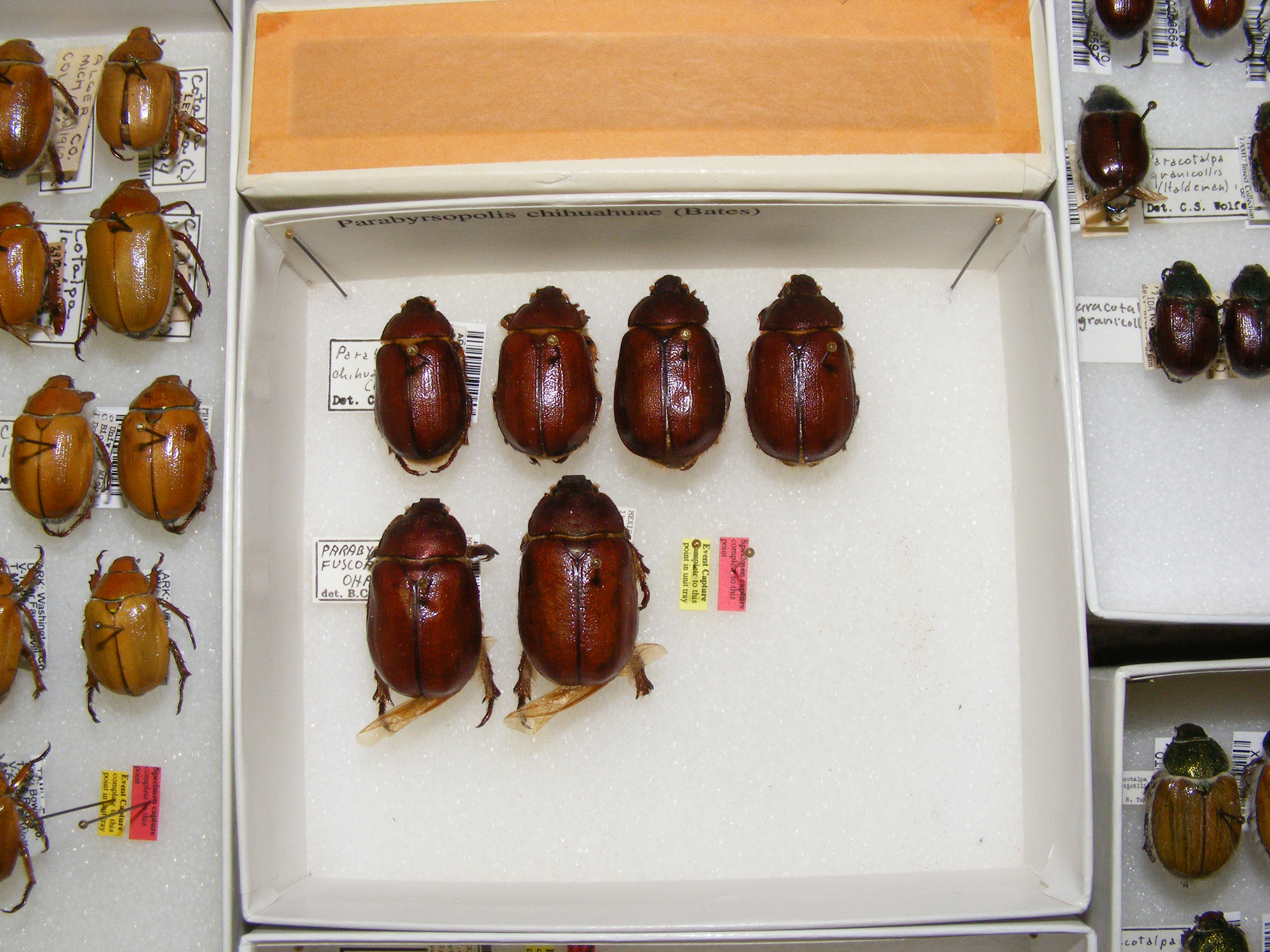
Specimen collection